# Бісковицька сільська територіальна громада
Бісковицька сільська громада — територіальна громада в Україні, в Самбірському районі Львівської області. Адміністративний центр — село Бісковичі.
Площа громади — 215,8 км², населення — 17 999 мешканців (2021).
Утворена 10 серпня 2015 року шляхом об'єднання Бісковицької, Викотівської та П'яновицької сільських рад Самбірського району.
Згідно розпорядження Кабінету міністрів України № 718-р від 12 червня 2020 р. до складу Бісковицької територіальної громади увійшли такі територіальні громади:
- Бісковицька
- Верховецька
- Викотівська
- Воле-Баранецька
- Воютицька
- Лютовиська (Старосамбірський район)
- П'яновицька
- Садковицька
- Сусідовицька (Старосамбірський район)

Площа громади що утворилася становить: 215.8 кв.км. Чисельність населення громади на 01.01.2021 р.: 17999 чол.

## Населені пункти
У складі громади 32 села:
- Баранівці
- Берестяни
- Биличі
- Бісковичі
- Букова
- Вербівка
- Верхівці
- Викоти
- Владипіль
- Волиця
- Воля-Баранецька
- Воютичі
- Заріччя
- Заріччя
- Колонія
- Копань
- Красниця
- Лановичі
- Лютовиська
- Максимовичі
- Мала Вербівка
- Малі Баранівці
- Міжгайці
- Надиби
- П'яновичі
- Ракова
- Рогізно
- Рудня
- Садковичі
- Сусідовичі
- Тарава
- Язи